# Zespół NARP
Neurogenna miopatia z ataksją i zwyrodnieniem barwnikowym siatkówki, zespół NARP (ang. neurogenic myopathy, ataxia, retinitis pigmentosa, NARP syndrome) – bardzo rzadka choroba mitochondrialna spowodowana mutacją punktową w mitochondrialnym DNA T8993G w genie MTATP6 (OMIM*516060) kodującym podjednostkę 6 mitochondrialnej syntazy ATP. Zespół NARP dziedziczy się w linii matczynej, jak inne choroby mitochondrialne.  Chorobę opisali Holt i wsp. w 1990 roku.

## Objawy i przebieg
Choroba ujawnia się najczęściej w wieku dorosłym, rzadko u dzieci.
Objawami są:
- zwyrodnienie barwnikowe siatkówki
- otępienie
- napady drgawek
- ataksja móżdżkowa
- osłabienie mięśni proksymalnych (odsiebnych)
- neuropatia czuciowa
- opóźnienie rozwoju
- dysfunkcja pnia mózgu.